# Arthur Lindfors
Arthur Lindfors (n. 17 martie 1893, Borgå, Marele Principat al Finlandei, Imperiul Rus – d. 21 septembrie 1977, Borgå, Uusimaa Province⁠(d), Finlanda) a fost un luptător ce a reprezentat Finlanda, medaliat olimpic. A participat la 2 ediții ale Jocurilor Olimpice (1920, 1924) în care a câștigat două medalii de argint.